# Ernest Blanch Marín
Ernest Blanch Marín (València, 1974) és un polític valencià, diputat a les Corts Valencianes de la X i XI legislatures.

## Biografia
Llicenciat en dret per la Universitat de València i amb estudis de ciències polítiques per la UNED, Ernest Blanch s'inicia com a regidor pel Partit Socialista del País Valencià (PSPV) a l'Ajuntament de Morella (els Ports) l'any 2003 amb Ximo Puig d'alcalde de la localitat; continua amb Rhamsés Ripollés fins al 2015.
A nivell orgànic dins del PSPV-PSOE ha format part de diverses executives provincials del partit liderades per Francesc Colomer, fins que el 2017 el succeeix a la secretaria general provincial de Castelló. Al següent congrés provincial de 2022 va perdre front al candidat que comptava amb el suport de l'aleshores secretari general del partit Ximo Puig, l'alcalde de l'Alcora Samuel Falomir.
A les eleccions a les Corts Valencianes de 2019 fou elegit diputat per la circumscripció de Castelló, escó que va revalidar a les següents de 2023.